# تیچینو (رود)
 تیچینو رودی است به پو می‌ریزد. این رود از کشورهای سوئیس و ایتالیا می‌گذرد. طول آن ۲۴۸ کیلومتر (۱۵۴ مایل)، ارتفاع سرچشمه آن ۲٬۴۷۸ متر (۸٬۱۰۰ فوت) است.